# سد مداز
سد مداز هو سد على نهر واد سبو في المغرب، يقع بجماعة تازوطة على بعد حوالي 58 كلم جنوب شرق مدينة صفرو. يتوقع انتهاء اشغال بنا السد في أواخر شهر أكتوبر 2024، كما يتوقع أن تتجاوز سعته التخزينية 700 مليون متر مكعب.
الغرض الأساسي من بناء السد هو الوقاية من الفيضانات وتوفير مياه الري بسهلي الغرب وسايس، وتزويد الساكنة بالماء الصالح للشرب، وإنتاج الطاقة الكهرومائية.